# Tuffi ai Giochi della VIII Olimpiade - Piattaforma femminile
La competizione della piattaforma femminile  di tuffi ai Giochi della VIII Olimpiade si tenne i giorni 19 e 20 luglio 1924 alla Piscine de Tourelles.

## Risultati

### Turno eliminatorio
Primi tre in ogni gruppo avanzarono alla finale. Quattro tuffi due obbligatori e due liberi.
| Pos. | Atleta                    | Nazione       | Giudici              | Giudici              | Giudici                | Giudici                | Giudici           | Giudici           | Giudici                  | Giudici                  | Giudici            | Giudici            | Punti Ordinali | Punti Totali |
| Pos. | Atleta                    | Nazione       | Danimarca (bandiera) | Danimarca (bandiera) | Stati Uniti (bandiera) | Stati Uniti (bandiera) | Svezia (bandiera) | Svezia (bandiera) | Gran Bretagna (bandiera) | Gran Bretagna (bandiera) | Francia (bandiera) | Francia (bandiera) | Punti Ordinali | Punti Totali |
| Pos. | Atleta                    | Nazione       | PT                   | PO                   | PT                     | PO                     | PT                | PO                | PT                       | PO                       | PT                 | PO                 | Punti Ordinali | Punti Totali |
| ---- | ------------------------- | ------------- | -------------------- | -------------------- | ---------------------- | ---------------------- | ----------------- | ----------------- | ------------------------ | ------------------------ | ------------------ | ------------------ | -------------- | ------------ |
| 1    | Elizabeth Becker-Pinkston | Stati Uniti   | 27,0                 | 4,5                  | 32,0                   | 2,0                    | 32,0              | 2,5               | 34,0                     | 1,0                      | 36,0               | 1,0                | 11,0           | 161,0        |
| 2    | Hjördis Töpel             | Svezia        | 31,0                 | 1,0                  | 32,0                   | 2,0                    | 34,0              | 1,0               | 28,0                     | 5,0                      | 34,0               | 2,5                | 11,5           | 159,0        |
| 3    | Helen Meany               | Stati Uniti   | 28,0                 | 3,0                  | 32,0                   | 2,0                    | 30,0              | 4,0               | 29,0                     | 3,5                      | 33,0               | 4,0                | 16,5           | 152,0        |
| 4    | Verrall Newman            | Gran Bretagna | 27,0                 | 4,5                  | 31,0                   | 4,0                    | 29,0              | 5,0               | 33,0                     | 2,0                      | 34,0               | 2,5                | 18,0           | 154,0        |
| 5    | Ewa Olliwier              | Svezia        | 30,0                 | 2,0                  | 30,0                   | 5,0                    | 32,0              | 2,5               | 25,0                     | 6,0                      | 31,0               | 5,0                | 20,5           | 148,0        |
| 6    | Eileen Armstrong          | Gran Bretagna | 26,0                 | 6,0                  | 28,0                   | 6,0                    | 28,0              | 6,0               | 29,0                     | 3,5                      | 30,0               | 6,0                | 27,5           | 141,0        |

| Pos. | Atleta           | Nazione       | Giudici              | Giudici              | Giudici                | Giudici                | Giudici           | Giudici           | Giudici                  | Giudici                  | Giudici            | Giudici            | Punti Ordinali | Punti Totali |
| Pos. | Atleta           | Nazione       | Danimarca (bandiera) | Danimarca (bandiera) | Stati Uniti (bandiera) | Stati Uniti (bandiera) | Svezia (bandiera) | Svezia (bandiera) | Gran Bretagna (bandiera) | Gran Bretagna (bandiera) | Francia (bandiera) | Francia (bandiera) | Punti Ordinali | Punti Totali |
| Pos. | Atleta           | Nazione       | PT                   | PO                   | PT                     | PO                     | PT                | PO                | PT                       | PO                       | PT                 | PO                 | Punti Ordinali | Punti Totali |
| ---- | ---------------- | ------------- | -------------------- | -------------------- | ---------------------- | ---------------------- | ----------------- | ----------------- | ------------------------ | ------------------------ | ------------------ | ------------------ | -------------- | ------------ |
| 1    | Caroline Smith   | Stati Uniti   | 29,0                 | 1,0                  | 34,0                   | 1,0                    | 31,0              | 1,0               | 30,0                     | 1,5                      | 36,0               | 1,0                | 5,5            | 160,0        |
| 2    | Isabelle White   | Gran Bretagna | 27,0                 | 2,0                  | 31,0                   | 2,0                    | 28,0              | 2,0               | 30,0                     | 1,5                      | 24,0               | 2,0                | 9,5            | 140,0        |
| 3    | Edith Nielsen    | Danimarca     | 26,0                 | 3,0                  | 27,0                   | 5,0                    | 26,0              | 3,0               | 24,0                     | 3,0                      | 25,0               | 4,5                | 18,5           | 128,0        |
| 4    | Margarete Adler  | Austria       | 21,0                 | 4,0                  | 29,0                   | 3,5                    | 25,0              | 4,0               | 21,0                     | 5,0                      | 29,0               | 3,0                | 19,5           | 125,0        |
| 5    | Sophie Hennebert | Belgio        | 19,0                 | 5,0                  | 29,0                   | 3,5                    | 22,0              | 5,0               | 23,0                     | 4,0                      | 25,0               | 4,5                | 22,0           | 118,0        |

### Finale
Quattro tuffi due obbligatori e due liberi.
| Pos.    | Atleta                    | Nazione       | Giudici              | Giudici              | Giudici                | Giudici                | Giudici           | Giudici           | Giudici                  | Giudici                  | Giudici            | Giudici            | Punti Ordinali | Punti Totali |
| Pos.    | Atleta                    | Nazione       | Danimarca (bandiera) | Danimarca (bandiera) | Stati Uniti (bandiera) | Stati Uniti (bandiera) | Svezia (bandiera) | Svezia (bandiera) | Gran Bretagna (bandiera) | Gran Bretagna (bandiera) | Francia (bandiera) | Francia (bandiera) | Punti Ordinali | Punti Totali |
| Pos.    | Atleta                    | Nazione       | PT                   | PO                   | PT                     | PO                     | PT                | PO                | PT                       | PO                       | PT                 | PO                 | Punti Ordinali | Punti Totali |
| ------- | ------------------------- | ------------- | -------------------- | -------------------- | ---------------------- | ---------------------- | ----------------- | ----------------- | ------------------------ | ------------------------ | ------------------ | ------------------ | -------------- | ------------ |
| Oro     | Caroline Smith            | Stati Uniti   | 33,0                 | 2,5                  | 34,0                   | 2,0                    | 30,0              | 3,0               | 33,0                     | 1,0                      | 36,0               | 2,0                | 10,5           | 166,0        |
| Argento | Elizabeth Becker-Pinkston | Stati Uniti   | 32,0                 | 4,0                  | 34,0                   | 2,0                    | 32,0              | 2,0               | 31,0                     | 2,0                      | 38,0               | 1,0                | 11,0           | 167,0        |
| Bronzo  | Hjördis Töpel             | Svezia        | 33,0                 | 2,5                  | 33,0                   | 4,5                    | 35,0              | 1,0               | 29,0                     | 4,0                      | 34,0               | 3,5                | 15,5           | 164,0        |
| 4       | Edith Nielsen             | Danimarca     | 34,0                 | 1,0                  | 33,0                   | 4,5                    | 29,0              | 4,0               | 30,0                     | 3,0                      | 32,0               | 5,0                | 17,5           | 158,0        |
| 5       | Helen Meany               | Stati Uniti   | 26,0                 | 6,0                  | 34,0                   | 2,0                    | 27,0              | 5,0               | 27,0                     | 5,5                      | 34,0               | 3,5                | 22,0           | 148,0        |
| 6       | Isabelle White            | Gran Bretagna | 28,0                 | 5,0                  | 30,0                   | 6,0                    | 24,0              | 6,0               | 27,0                     | 5,5                      | 31,0               | 6,0                | 28,5           | 140,0        |